# Władysław Rodowicz

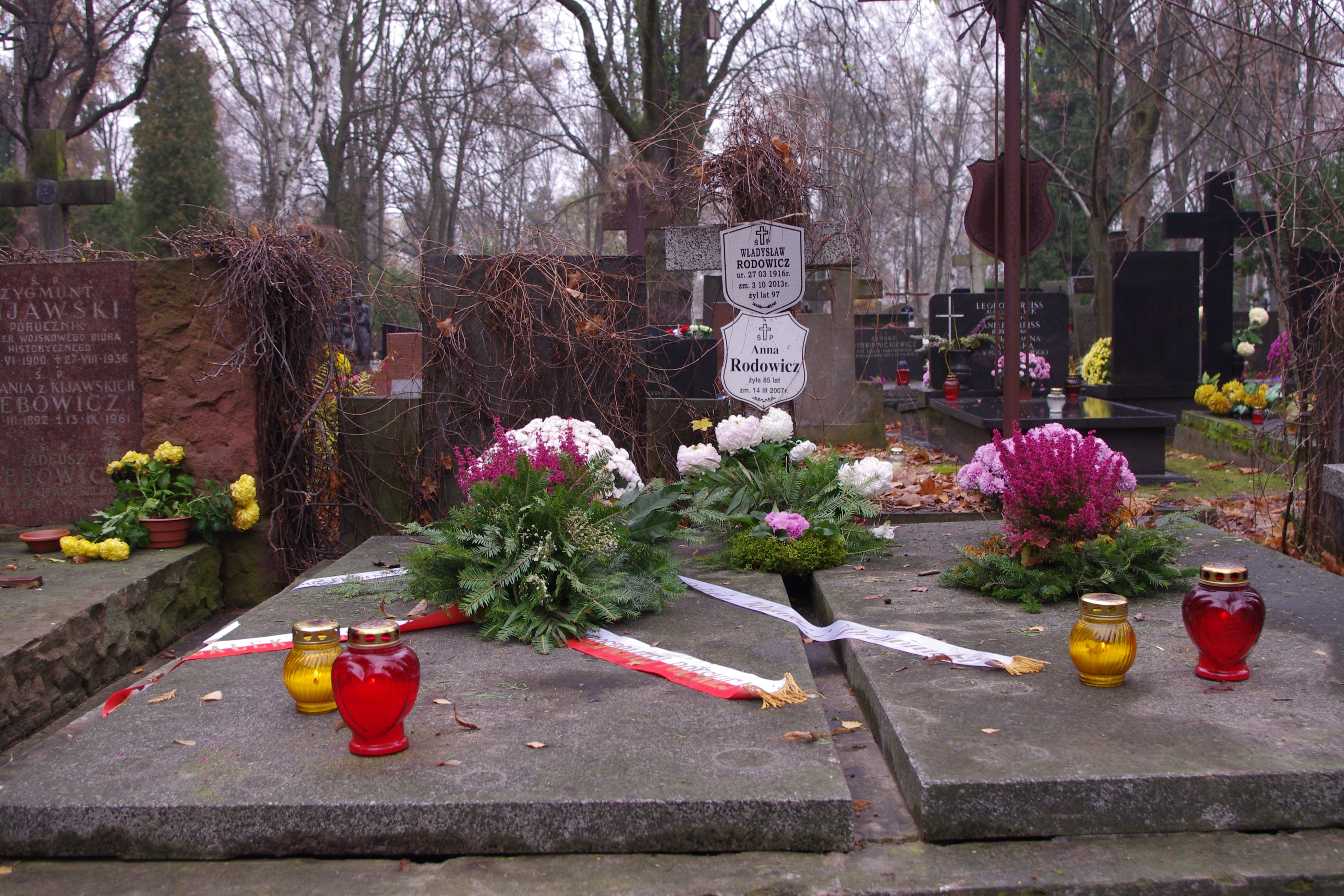
Grób działacza katolickiego Władysława Rodowicza na Cmentarzu Wojskowym na Powązkach w Warszawie

Władysław Rodowicz (ur. 14 marca?/27 marca 1916 w Kijowie, zm. 3 października 2013) – polski publicysta, autor literatury specjalistycznej, działacz katolicki, dyrektor i wykładowca Towarzystwa Naukowego Organizacji i Kierownictwa, współtwórca i świecki przewodniczący Prymasowskiego Komitetu Pomocy Osobom Pozbawionym Wolności i ich Rodzinom.

## Życiorys
Jego ojcem był Stanisław Rodowicz. Ukończył warszawską SGH. W okresie międzywojennym prezes harcerskiej korporacji akademickiej „Sparta”. W czasie II wojny światowej, w okresie kampanii wrześniowej uczestnik obrony Modlina, następnie działacz konspiracji w ramach struktur Związku Walki Zbrojnej i Armii Krajowej. Był oficerem AK. Wraz z bratem Stanisławem na potrzeby konspiracyjne stworzył podziemną radiostację (tzw. „Łódź podwodna”). W latach 1940–1941 kierował tajną radiostacją mającą za zadanie utrzymywanie kontaktu między AK a Polską Armią na Zachodzie. Po aresztowaniu przez Niemców w nocy z 2 na 3 listopada 1941 r., został osadzony na Pawiaku, a następnie w obozach koncentracyjnych na Majdanku i Auschwitz-Birkenau. Z tego ostatniego zbiegł na krótko przed jego wyzwoleniem.
W okresie powojennym piastował funkcje dyrektora oraz wykładowcy w Towarzystwie Naukowym Organizacji i Kierownictwa. Był organizatorem między innymi szkoleń na katechetów oraz działaczy duszpasterskich. Działacz Klubu Inteligencji Katolickiej w Warszawie, jego członek honorowy, pełnił funkcję przewodniczącego Komisji Rewizyjnej KIK, a także zasiadał w kapitule nagrody „Pontifici” Budowniczemu Mostów.
Po wprowadzeniu stanu wojennego był współtwórcą i członkiem kierownictwa Prymasowskiego Komitetu Pomocy Osobom Pozbawionym Wolności i ich Rodzinom działającego w kościele pw. św. Marcina, przy ul. Piwnej w Warszawie. Należał również do władz Towarzystwie Opieki nad Ociemniałymi w Laskach.
W 2006 został odznaczony Krzyżem Komandorskim Orderu Odrodzenia Polski (M.P. z 2007, nr 9, poz. 97).
Pochowany na cmentarzu Powązki Wojskowe w Warszawie (kwatera A19-8-16). 

## Wybrana bibliografia autorska[3]
- Gospodarka czasem własnym dyrektora przedsiębiorstwa : problemy praktyczne (Towarzystwo Naukowe Organizacji i Kierownictwa. Oddział w Bydgoszczy, dr. 1973)
- Komitet na Piwnej : fakty, dokumenty, wspomnienia (Biblioteka "Więzi", Warszawa, 1994, ISBN 83-85124-33-0)
- O czym racjonalizator wiedzieć powinien (Wydawnictwo Przemysłu Lekkiego i Spożywczego, Warszawa, 1956) wspólnie z Kazimierzem Dobrakowskim
- Organizacja pracy własnej (Polskie Towarzystwo Ekonomiczne. Dyrekcja Szkolenia Ekonomicznego w Katowicach, Katowice, 1975)
- Przygotowanie i wygłaszanie prelekcji : poradnik wykładowcy (Kuria Metropolitalna Warszawska. Wydział Duszpasterstwa, Warszawa, 1986)
- Sprawna sekretarka (Państ. Wydaw. Ekonomiczne, Warszawa, 1988)
- Tryptyk rodzinny : dzieje rodziny Rodowiczów (Państ. Instytut Wydawniczy, Warszawa, 1999) wspólnie ze Stanisławą Rodowiczową i Zofią z Rodowiczów Iwanicką